# Краснохолмский краеведческий музей
Краснохолмский краеведческий музей — музей, расположенный в городе Красный Холм Тверской области. Посвящён археологии и этнографии Краснохолмского района, а также знаменитым уроженцам города.
С 1980-х годов является одним из филиалов Тверского государственного объединенного музея.

## История
Музей находится в историческом центре города Красный Холм и был основан Н. Н. Соколовым в 1964 году как общественный.
Он расположен в двухэтажном деревянном здании (особняке) конца XIX в. Ранее он являлся домом местного земского врача Л. А. Мясникова.

## Экспозиция
В экспозиции музея представлены: уникальная коллекция боевых топоров-молотов, предметы фатьяновской археологической культуры бронзового века, коллекция окаменелостей эпохи карбона-палеогена, медные монеты, этнографические экспонаты, которые отражают быт краснохолмских крестьян в XVIII—XX вв.
Другую часть экспозиции музея составляют материалы участия уроженцев города в Великой Отечественной войне.
Отдельный интерес для посетителей составляет коллекция документов, фотоснимков, личных вещей уроженцев города Красный Холм. Среди них представлены: семья Мясниковых (земский врач и академик-кардиолог), художник П. П. Чистяков (наставник многих выдающихся живописцев), оперного певца, заслуженного артиста РСФСР Н. Н. Бутягина, а также документы по истории образования в городе и районе.
В музее представлена коллекция значков советского периода из собрания И. Д. Марашова.
В залах музея регулярно проводятся уроки краеведения для школьников.

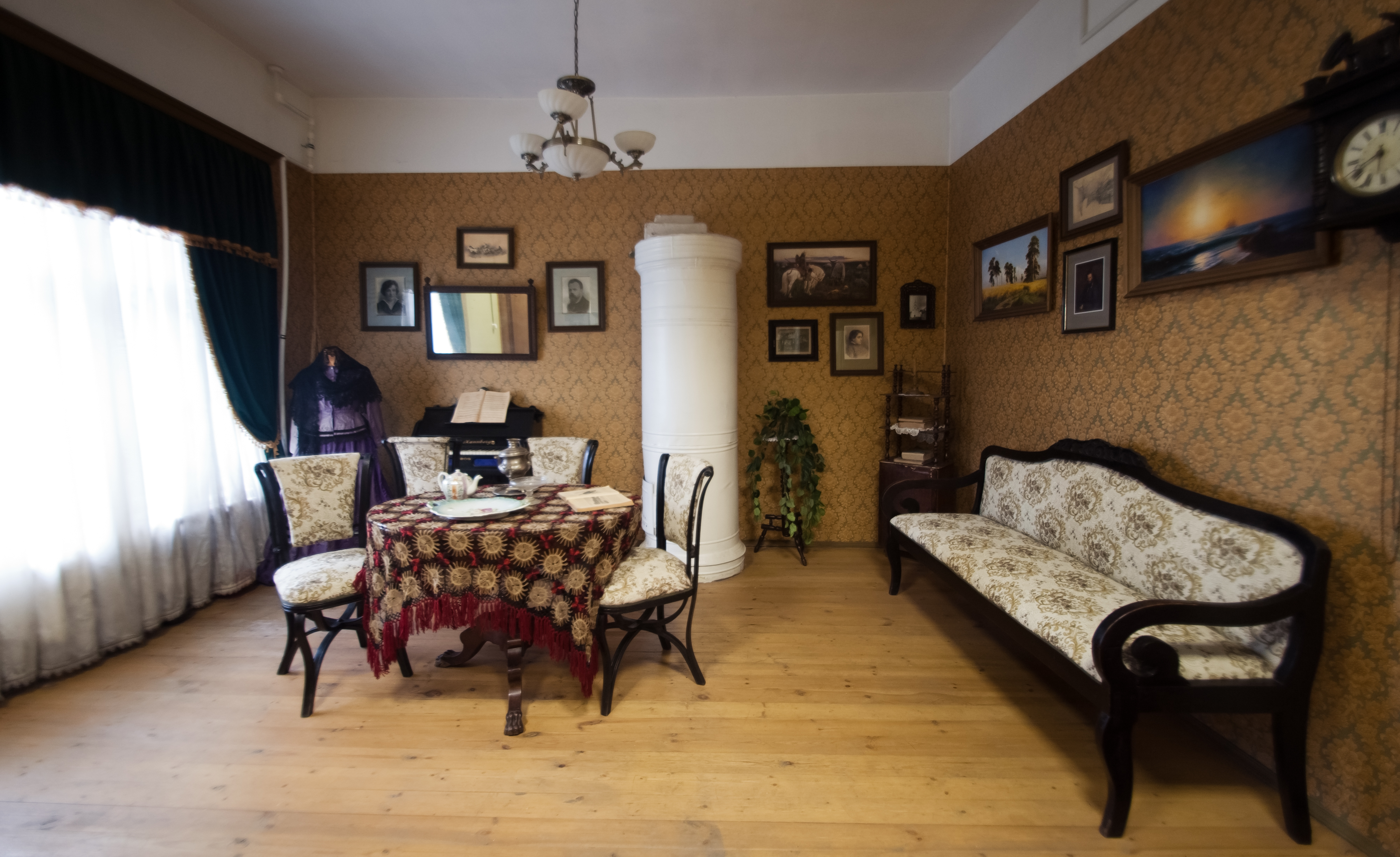
Экспозиция Краснохолмского краеведческого музея

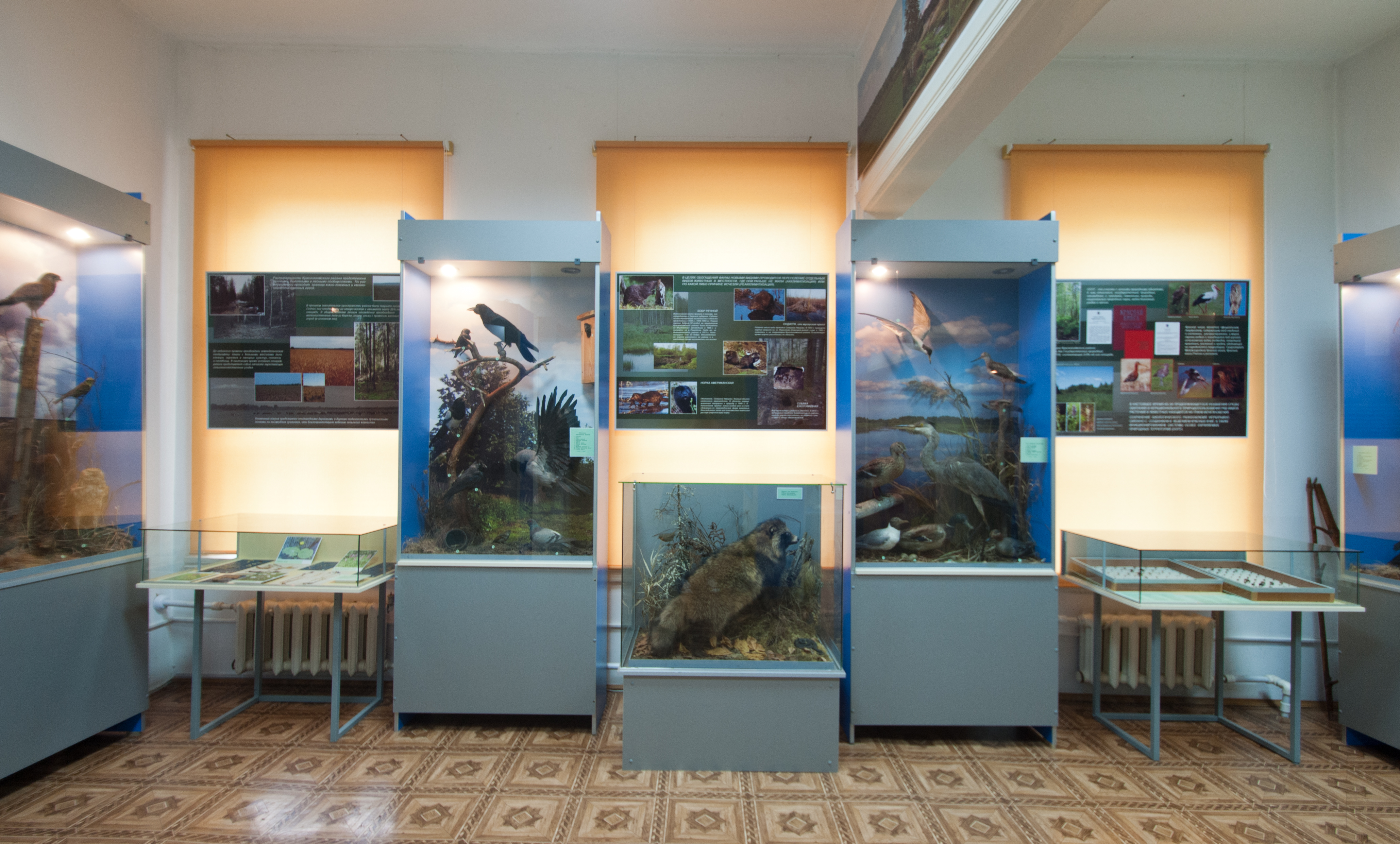
Фрагмент экспозиции Краснохолмского краеведческого музея

## Ссылки

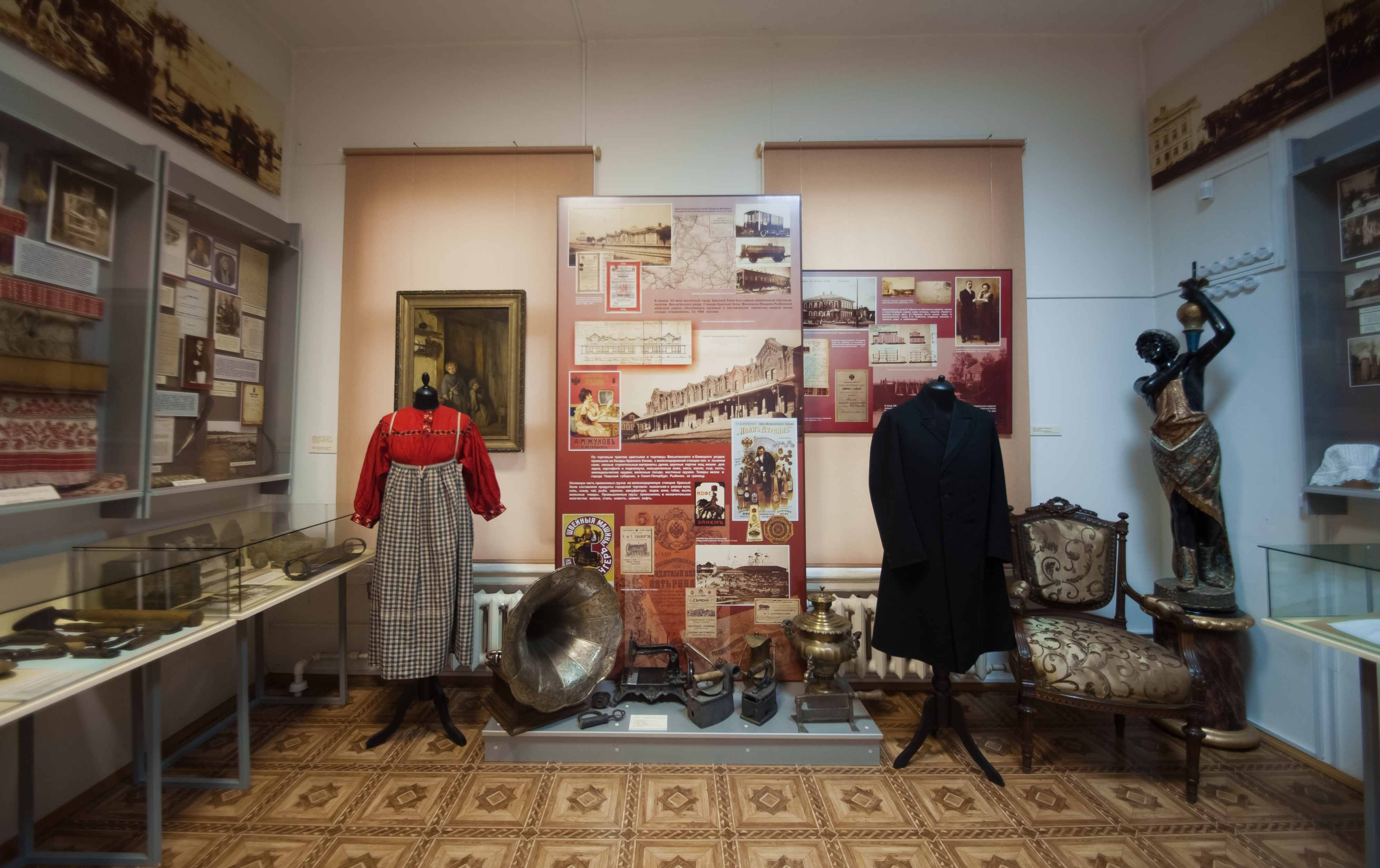
Фрагмент экспозиции Краснохолмского музея